# ベネラ計画

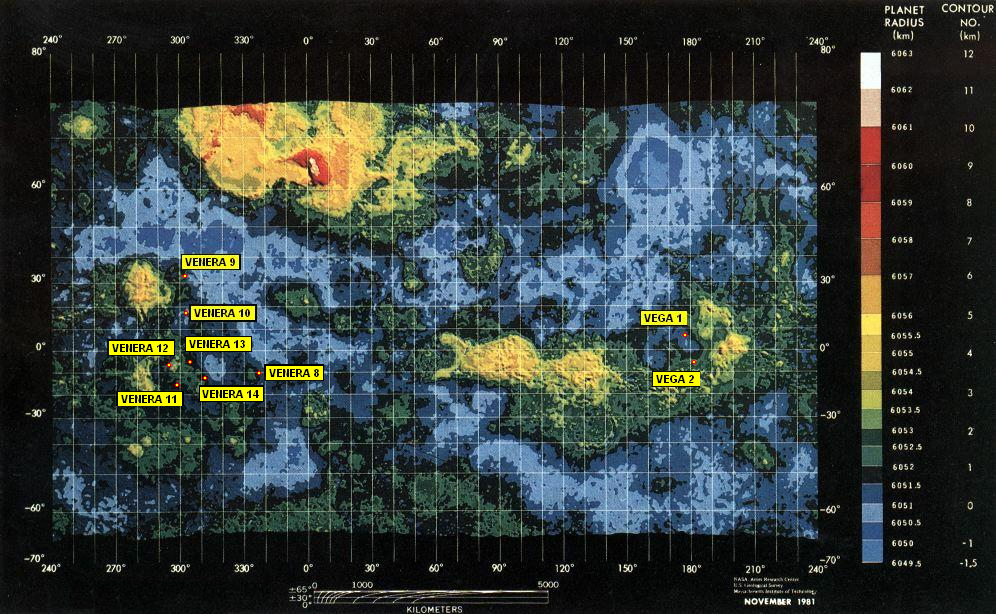
着陸位置

ベネラ（ロシア名：Венера、ラテン文字表記の例：Venera、「金星」の意味）はソビエト連邦の金星探査計画である。ソビエト連邦の他の惑星探査機と同じように、これらの多くも2台1組で1 - 2週間の間隔を開けて打上げられた。これは冗長性を増す目的もあったが、それ以外の理由として着陸船と軌道船を最適な軌道に投入可能なタイミングにずれがあったためでもある。冗長性と作業単純化のため（打上げるモジュール内容が異なると、プロセスに変更が生じる）どちらか片方が必要な場合であっても着陸船と軌道船は両方搭載された状態で打上げられた。
この探査計画では様々な人類初の試みが行われた。他の惑星大気圏への探査機の投入、惑星表面への軟着陸、惑星表面からの映像転送、高解像度レーダーによる惑星表面の地図の作成などである。そしてそれらを全て成功させたと言う点から見ても、このプロジェクトは良く出来た計画であったと言えるであろう。
金星の軌道は火星よりも地球に近いが、長い間表面の調査は行われなかった。それは金星の条件が余りにも過酷であったからである。

## ベネラ探査機の一覧

### ベネラ1・2号
ベネラ1号（1961年2月12日打上げ）・2号（1965年同）まではリハーサル的なものではあったが、それでも金星にフライバイし可能な限りの調査を行うことが期待されていた。またこれらは他惑星探査に必要な様々な技術の実験台でもあった。その中には太陽と恒星（カノープス）の測定による機体の位置と向きの調整や、それを元にした中間軌道修正なども含まれていた。

### ベネラ3 - 6号
ベネラ3号 - 6号計画は似通ったもので、惑星間軌道に対し約1トンの打上げ能力を有するモルニヤロケットによって打上げられた。それらは共通の軌道船である「バス」を持ち、それに取付けられた球形カプセルの中には大気観測用の器機を積んだ探査機も積まれていた。探査機は大気観測のために金星の大気中に投入されたものの、着陸のために必要な器機は殆ど装備されていなかった。それでもそれらは地表到達後も動作し続ける事が期待されていた。だが最初の探査機は金星に降下後すぐにデーター送信が途絶え、その試みは失敗に終わった。
1966年3月1日に金星地表に到達したベネラ3号は地球外の惑星の表面に影響を与えた最初の人工物となった。但し、宇宙船の降下モジュールが大気圏突入に失敗したので、金星の大気圏からのデータは送られて来なかった。
1967年10月には、ベネラ4号は地球外の惑星の大気を測定した最初の宇宙船となった。ソビエトは最初、探査機が完全に地上に到達したと主張したが、その翌日アメリカのマリナー5号が金星の大気圧が75から100気圧はあることを明らかにすると、探査機の船体は25気圧以上まで耐えられるようになっていたとはいえ、その主張は撤回された。
ベネラ5号・6号は大気圏観測用探査機として打上げられたものの、探査機は地面に到達する前に大気の圧力により破壊された。これらの探査機は大気圏に突入する前にペイロードの半分近くを放棄するように設計されていた。5・6号は破壊されるまでの間、それぞれ53分と51分間のデータを記録し送信した。

### ベネラ7号
ベネラ7号の着陸船は金星の地表に軟着陸し、その後も動作し続けるように設計された最初のものであった。 だが地表での動作を保証するために重量は過大な物となり、搭載されていた観測装置は探査機の大きさに比べると少量に過ぎなかった。そして観測結果を送信出来る時間は内部配電盤が熱伝導によるダメージによって故障してしまうために更に限られたものであった。それでも探査機をコントロールしていた科学者達は最初の地表の計測結果による温度データ（465°C）から圧力（90気圧）を外挿法で推定することに成功した。ベネラ4 - 7号までのドップラー計測装置から金星の大気に高速な帯状の風（最大100 m/s、スーパーローテーションと呼ばれる）が存在している最初の証拠も見付かった。
ベネラ7号のパラシュートは着陸寸前の段階で異常を来たした。探査機は17 m/sの衝撃を受けて転倒したが、幸い動作し続けた。 結果として生じたアンテナ向きの不具合のために、無線信号は非常に弱かったが、電池が切れるまでの23分間、温度のテレメトリーとして検出された。これにより1970年12月15日、ベネラ7号は地球以外の惑星表面からデータを送信した最初の探査機となった。

### ベネラ8号
ベネラ8号（1972年7月22日、金星に着陸）は従来から拡張された設備を備えたもので、地面を調査するための科学観測用の器機（ガンマ分光計）などを備えていた。ベネラ7号および8号の宇宙空間巡航用「バス」部分は、以前ゾンド3号で使用されたものに類似した設計であった。

### ベネラ9 - 14号
ベネラ9号（1975年6月8日打上げ）から14号（1981年11月4日同）までの探査機（ベネラ10号（1975年6月14日同）・ベネラ11号（1978年9月9日同）・ベネラ12号（1978年9月14日同）・ベネラ13号（1981年10月30日同））は全く別の新しい設計であった。それらは約5トンの打上げ能力を有する強力なプロトンロケットによって打上げられた。搭載された軌道船は転送・中継機能とエンジンを備えており、これらのうちの何台かは金星周回軌道に投入された（ベネラ9号および10号、15号および16号）。
軌道船は着陸船を分離した後、着陸船からの信号を受信、中継し地球へと送信する役割も持っていた。大気圏降下用の着陸船は大気圏突入用の球形の耐熱容器で覆われ、軌道船の上部に取り付けられていた。着陸船は金星の過酷な条件に耐えるよう最適化されたユニークな形状をしていた。中央の球形の部分は耐圧・耐熱容器になっており電子器機を出来るだけ長く熱や圧力から守る為のものである。その下の部分は着陸のための衝撃吸収用「クラッシュリング」で、中空のドーナツ形をしており、着陸時に潰れることで衝撃を吸収した。球形の耐圧容器の上には円柱状のアンテナ構造が載り、そしてその周りには一見パラボラアンテナに見える、エアブレーキである広い皿型の構造が付いていた。着陸船は最低でも30分間、表面で作動し続けるように設計されていた。搭載された器機は探査機毎に変わったが、その中には常にカメラと大気および土壌分析装置が含まれていた。

### ベネラ15・16号
ベネラ15号（1983年6月2日打上げ）および16号（1983年6月7日同）も9 - 14号と共通のバスを使用していたが、大気圏降下用の着陸船の部分は惑星表面探査用高解像度レーダー装置に交換されていた。これにより探査機は厚い金星大気層下の表面の観測を行った。